# San Vito Lo Capo
San Vito Lo Capo es una localidad italiana de la provincia de Trapani, región de Sicilia, con 4.265 habitantes.

Ubicación de la ciudad de San Vito Lo Capo dentro de la provincia de Trapani.

## Evolución demográfica
| Gráfica de evolución demográfica de San Vito Lo Capo entre 1861 y 2001 |
|                                                                        |
| Fuente ISTAT - Elaboración gráfica por parte de Wikipedia              |